# Бураковский, Игорь Валентинович
Игорь Валентинович Бураковский (род. 1 ноября 1958, Киев) — советский и украинский экономист. Доктор экономических наук, профессор кафедры экономической теории Национального университета «Киево-Могилянская академия».

## Биография
Игорь Бураковский родился 1 ноября 1958 года в Киеве. В 1980 году с отличием окончил факультет международных отношений и международного права Киевского университета им. Т. Шевченко. После окончания учёбы остался работать в университете на должностях заместителя секретаря комитета Ленинского коммунистического союза молодёжи университета (1980—1983), ассистента экономического факультета (1983—1988), заместителя секретаря парткома университета (1988—1990).
В 1985 году защитил кандидатскую диссертацию на тему «Роль взаимных внешнеторговых отношений в совершенствовании воспроизводственных процессов в странах мирового социалистического содружества». В 1988 году занял должность старшего преподавателя кафедры международных экономических отношений. Преподавал курсы: международные экономические отношения, регулирование международных экономических отношений, международная экономика.
В 1991—1992 годах, получив стипендию Министерства иностранных дел и по делам Содружества Великобритании, стажировался в Бирмингемском университете (Великобритания), в 1994—1995 годах стажировался в Агентстве экономического планирования и Японском институте международных отношений (Токио), в 1997 году благодаря стипендии Фулбрайта стажировался в Стэнфордском университете (США).
В 1998 году защитил докторскую диссертацию на тему «Международная торговля и экономическое развитие стран с переходной экономикой (теоретико-методологический анализ механизма взаимосвязи)».
В 1999—2001 годах работал старшим экономистом Института «Восток-Запад». С 2002 года входит в состав правления Института экономических исследований и политических консультаций.
В 2008 году за значительный личный вклад в обеспечение интеграции Украины в ВТО награждён орденом «За заслуги» III степени.

## Научная деятельность
Бураковский является автором (соавтором) более 50 научных трудов по международной экономике и торговой политики, проблемам экономических реформ в переходных экономиках, интеграционных процессов. Принимал участие в международных научно-исследовательских проектах.
Председатель правления и директор Института экономических исследований и политических консультаций.
Член редколлегии журнала «Политическая мысль»; председатель правления Международного фонда «Возрождение». Член Американской ассоциации сравнительных экономических исследований. Один из главных экспертов проекта Общественного экспертного мониторинга выполнения Повестки дня ассоциации Украина-ЕС. В качестве приглашённого профессора преподаёт в Натолинском европейском колледже (Польша).

## Труды
- Теорія міжнародної торгівлі (1996, 2000)
- Міжнародна торгівля та економічний розвиток країн з перехідною економікою (теоретико-методологічний аналіз механізму взаємозв’язку) (1998)
- Дорога в майбутнє — дорога в Європу. Європейська інтеґрація України (2000),
- Десять років соціально-економічних перетворень в Україні (2001, ред.),
- Ukraine’s Foreign Trade Regime: In Search of the Proper Place for the State (OECD, Париж, англ., 2000),
- Планирование и экономическое стимулирование внешнеэкономических связей европейских стран СЭВ (1986, соавтор),
- Международные экономические отношения социалистических стран (1989, соавтор),
- Міжнародні економічні відносини: Система реґулювання міжнародних економічних відносин (1994, соавтор).
- Вступ України до СОТ: новий виклик економічній реформі / За редакцією І. Бураковського, Л. Хандріха, Л. Хоффманна. — К., 2004
- Розширення Європейського Союзу: вплив на відносини України з центральноєвропейськими сусідами /У співавторстві. — К.: Євро Регіо Україна, 2004
- Бураковський І. Євро: інституційний механізм та перші результати функціонування // ЄВРО. Економічний вимір інтеграції. Аналітичний щоквартальник. — 2003. — № 2